# Biogeofizică
Biogeofizica este un domeniu de intersecție dintre geofizică si biofizică preocupat de modul cum activitatea microbiană influențează materialul geologic.